# Hans Gustafsson
Hans Gustafsson (21 de dezembro de 1923 – 25 de agosto de 1998) foi um político social-democrata que ocupou vários cargos no governo e foi membro do Parlamento Sueco.

## Biografia
Gustafsson nasceu no dia 21 de dezembro de 1923. Ele foi nomeado ministro dos Assuntos Civis em 1973 e, em seguida, serviu como ministro do Governo Local por dois anos entre 1974 e 1976. ⁣O seu último cargo ministerial foi ministro da Habitação, que ocupou de 1982 a 1988 no segundo governo de Olof Palme.
Gustafsson também foi membro do Partido Social Democrata e serviu no parlamento por dezoito anos no período de 1976-1994, representando o eleitorado do condado de Blekinge. Ele morreu em 25 de agosto de 1998.